# Ensemble Sortisatio
Das Ensemble Sortisatio ist ein deutsches Ensemble für zeitgenössische Musik. Es spielt in der Besetzung Walter Klingner (Oboe und Englisch Horn), Axel Andrae (Fagott), Matthias Sannemüller (Viola) und Thomas Blumenthal (Gitarre).

## Geschichte
Ensemble Sortisatio wurde 1992 auf Initiative des Bratschisten Matthias Sannemüller in Leipzig gegründet. Der Name des Ensembles wurde in Anlehnung an den musiktheoretischen Terminus Sortisatio gewählt, da die Kombination der Instrumente auch als zufällig beziehungsweise außergewöhnlich betrachtet werden kann. Dazu angeregt wurden die Musiker durch den Komponisten Reiner Bredemeyer.
1996 debütierte das Ensemble beim 9. Festival Zeit für Neue Musik unter der künstlerischen Leitung von Helmut Bieler mit Auftritten im Steingraeber-Haus der Klavierfabrik Steingraeber in Bayreuth. Es folgten u. a. Auftritte in Bitterfeld, Rotta und Weimar. Das Ensemble spielte unter anderem bei den Leipziger Rathauskonzerten, bei Konzerten des Sächsischen Musikbundes, beim MDR-Musiksommer, im Museum Gunzenhauser, der Konzerthalle St.-Ulrich-Kirche Halle, der Neuen Residenz Halle, im Salzburger Barockmuseum, im Kunstmuseum Winterthur und im Hindemith-Musikzentrum.
Regelmäßig wirkte das Ensemble bei den Hallischen Musiktagen und bei Konzerten des Forums Zeitgenössischer Musik Leipzig mit. Auf Einladung von Chan Wing-wah und der Hong Kong Composers’ Guild besuchte das Ensemble die Musicarama 2009 und konzertierte im Theater der Hong Kong City Hall.
Das Ensemble arbeitet mit Künstlern und Dirigenten zusammen wie u. a. Christian Sprenger, Gerd Domhardt, Thomas Buchholz, Irmela Boßler, David Petersen,
Das Repertoire reicht von Kompositionen der klassischen Moderne bis hin zu Werken der Neuen Musik. Das Ensemble hat zahlreiche Werke bedeutender Komponisten uraufgeführt, über 100 Werke wurden ihm gewidmet.
Es entstanden mehrere CDs: Im Rahmen des „Klee-Projektes“ in Zusammenarbeit mit der Komponistengruppe Groupe Lacroix erfolgte die Einspielung der CD 8 Pieces on Paul Klee. Anschließend konzertierte das Ensemble in der Schweiz und in Liechtenstein, u. a. im Kunstmuseum Bern, im Kunstmuseum Liechtenstein in Vaduz sowie in der Französischen Kirche Bern und im Rahmen der Konzertreihe Musica Aperta im Kunstmuseum Winterthur sowie im Rahmen kooperativer Lesungen mit Alexander Klee, dem Enkel des Malers Paul Klee.
Die CD A Portrait unter Mitwirkung des Ensembles Sortisatio entstand in Zusammenarbeit mit unter anderem dem MDR-Sinfonieorchester unter der Leitung von Fabio Luisi.
Außerdem wurden Konzerte im Rundfunk übertragen (Österreich1, RTHK Radio 4, MDR Figaro, SRG SSR idée suisse).

## Uraufführungen (Auswahl)
Das Ensemble übernahm unter anderem folgende Uraufführungen: Lethal Injection von Helmut Oehring, Stockend Fließend von Steffen Schleiermacher, Werke der sächsischen Komponisten Volkmar Leimert, Thomas Stöß und Manfred Weiss ...ulaume...von Wolf-Günter Leidel sowie Apparationen VI von Thomas Christoph Heyde, wechselnd, verwoben, zuzeiten gelassen I von Michael Flade und Danse oubliee von Thomas Böttger.
Beim Konzert im Theater der Hong Kong City Hall wurden Hui Cheung-wais Floß, Stephen Yips Reflection on Klee’s Ancient Sound, Pang Chun-tings When a Golden Fish is Morphing into Squares und Ada Lais Vibrissae uraufgeführt.
Ensemble Sortisatio wirkte 2008 mit bei den Uraufführungen von Max E. Kellers Wie Kraut und Rüben, Nils Günthers Alter Klang, Andor Losonczys Grenzen des Verstandes, Jean-Luc Darbellays Bach für Viola, Hans Eugen Frischknechts Klee-Impressionen, Andrés Maupoints Katz und Vogel und Chan Wing-wahs Oriental Garden am Festival L’art pour l’Aar.

## Kompositionen für das Ensemble (Auswahl)
- Aspekte zu Mozart von Michael Stöckigt
- Quartett-Stücke 7 & Leipzig ein und Leipzig von Reiner Bredemeyer
- Drei Essays von Gerd Sannemüller
- Drei Blicke von Peteris Vasks
- Danse oubliee von Thomas Böttger, Uraufführung[24]
- Quartetto & Sozusagen von Jean-Luc Darbellay
- Szenen für Ensemble von Helmut Bieler
- Sortisatio l von Jean-Louis Petit
- Besessenes Mädchen von Thüring Bräm
- Shark Turtle Ray von Michael Schneider, Uraufführung[25]
- Wie der Klee vierblättrig wurde: Quartett von Marianne Schroeder, Uraufführung[26]
- N-gl von John Wolf Brennan
- Trauernd von Alfons Karl Zwicker, Uraufführung
- Entweihte Sphinx, Die Sphinx geht von Michael Radanovics
- In between Piece for 3 players von Christian Wolff
- For 3 voices von John Cage
- Quartett & Stockend Fließend von Steffen Schleiermacher[6]
- die Stille, die Zeichen von Antoine Beuger
- Consort-Sonate & Kommen und Gehen von Karl Ottomar Treibmann
- quartetto da capo von Christian Münch
- Orpheus: Fragmente III von Gerd Domhardt
- Lethal Injektion & dersu von Helmut Oehring[6]
- Triptychon von Günter Neubert
- Hommage für Marc Chagall von Werner Thielemann
- Fluxion 111 von Thomas Buchholz[27]
- Szenen für Ensemble von Helmut Bieler
- Proteus von Thomas Müller
- Grüne Inseln von Willi Vogl
- Ansichtennetz von Thomas Christoph Heyde[28]
- Crossover von Péter Kőszeghy
- quattro balli sorteggiati von Caspar René Hirschfeld

## Diskografie
- 2003: 8 Pieces on Paul Klee, Werke von Groupe Lacroix, Creative Works Records
- 2004: Ensemble Sortisatio, Label Querstand (MDR Produktion)
- 2009: A Portrait, Werke von Jean-Luc Darbellay, unter Mitwirkung von Ensemble Sortisatio, Claves Records/The Orchard